# O Hayat Benim
O Hayat Benim (en español: Esa vida es mía) es una serie de televisión turca de 2014, producida por Pastel Film y emitida por Fox Turquía.

## Trama
Bahar es una joven que desconoce que es adoptada. Yusuf Erkıran, el abuelo materno de Bahar, no aceptaba la relación entre su hija Hasret y Mehmet Emir, el padre de Bahar. Él logra separarlos y ocultar el embarazo de su hija, la cual supuestamente muere después del parto. La recién nacida es entregada a los sirvientes de la casa, İlyas y Nuran Demirci, quienes la crían con su hija verdadera Efsun. Durante años el abuelo de Bahar es atormentado por la culpa. Cuando finalmente decide revelar la verdad a Mehmet Emir, el anciano fallece luego de forcejear con Nuran. Los padres adoptivos de Bahar entierran su cuerpo en el jardín, Efsun su hija biológica los descubre y Nuran la presenta como la hija biológica de Mehmet Emir.
Así que Bahar tendrá que descubrir la verdad, que su hermana Efsun le robo la vida.

## Reparto

### Reparto central
| Ceren Moray         | Efsun Demirci de Atahan | Principal | Principal | Principal | Principal |         |         |
| Ezgi Asaroğlu       | Bahar Atahan de German  | Principal | Principal | Principal | Principal |         |         |
| Keremcem            | Ateş German             | Principal | Principal | Principal | Principal |         |         |
| Ahu Sungur          | Hülya Atahan Gülsoy     | Principal | Principal | Principal | Principal |         |         |
| Sinan Albayrak      | Mehmet Emir Atahan      | Principal | Principal | Principal | Principal |         |         |
| Ozan Güler          | Arda Atahan †           | Invitado  | Principal | Principal | Principal |         |         |
| Süleyman Atanısev   | Ilyas Demirci †         | Principal | Principal | Principal | Ausente   |         |         |
| Yeșim Ceren Bozoğlu | Nuran Erdemli Demirci † | Principal | Principal | Ausente   | Ausente   |         |         |
| Birgül Ulusoy       | Sakine Çevik            | Principal | Principal | Ausente   | Ausente   |         |         |
| Nurşim Demir        | Edibe Atahan †          | Principal | Invitada  | Ausente   | Ausente   |         |         |
| Gülsen Tuncer       | Semra                   | Principal | Invitada  | Ausente   | Ausente   |         |         |
| Güzide Arslan       | Seçil Koçak             | Principal | Principal | Ausente   | Principal |         |         |
| Didem Inselel       | Fulya Atahan            | Principal | Principal | Principal | Ausente   | Ausente |         |
| Iclal Aydın         | Hasret Erkıran †        | Principal | Principal | Principal | Ausente   | Ausente | Ausente |
| Oya Başar           | Sultan Erdemli          | Ausente   | Principal | Principal | Principal |         |         |
| Turgay Aydın        | Asım Gülsoy             | Principal | Principal | Ausente   | Invitado  |         |         |
| Bahar Şahin         | Müge Atahan Saydam      | Invitada  | Principal | Principal | Principal |         |         |
| Larissa Gacemer     | Arzu German †           | Ausente   | Invitada  | Principal | Ausente   |         |         |
| Ayçin Inci          | Zühal Karasu            | Ausente   | Ausente   | Invitada  | Principal |         |         |
| Cem Kılıç           | Ismail Demirkan †       | Ausente   | Principal | Principal | Ausente   |         |         |
| Aybüke Pusat        | Zeynep Koçak Erdemli †  | Ausente   | Invitada  | Principal | Ausente   |         |         |
| Beril Kayar         | Zeynep Koçak Erdemli †  | Ausente   | Ausente   | Ausente   | Principal |         |         |
| Cem Özer            | Kenan Erksan †          | Ausente   | Ausente   | Principal | Principal |         |         |
| Zerrin Sümer        | Ganimet Koçak           | Ausente   | Invitada  | Principal | Principal |         |         |
| Erdal Cindoru       | Salih Sarıkaya          | Ausente   | Invitado  | Principal | Principal |         |         |
| Nesime Alış         | Adile                   | Invitada  | Principal | Principal | Invitada  |         |         |
| Görkem Gönülşen     | Beyza                   | Principal | Principal | Principal | Principal |         |         |
| Makbule Meyzinoğlu  | Figen                   | Ausente   | Ausente   | Invitada  | Principal |         |         |
| Cahit Gök           | Volkan Karasu           | Ausente   | Ausente   | Ausente   | Principal |         |         |
| Ceyda Ateş          | Cemre Atahan †          | Ausente   | Ausente   | Principal | Principal |         |         |
| Hülya Şen           | Meryem                  | Ausente   | Ausente   | Principal | Ausente   |         |         |
| Serkan Şenalp       | Cemal Saydam †          | Ausente   | Ausente   | Principal | Principal |         |         |
| Deniz Celiloğlu     | Ömer Aziz               | Ausente   | Ausente   | Invitado  | Principal |         |         |
| Zeynep Eronat       | Mücella Demirci         | Ausente   | Principal | Invitada  | Ausente   |         |         |
| Selen Seyven        | Reyhan †                | Ausente   | Ausente   | Ausente   | Principal |         |         |
| Ayça Damgacı        | Muzaffer Koçak          | Ausente   | Invitada  | Principal | Ausente   |         |         |
| Selen Görgüzel      | Cevriye Koçak           | Ausente   | Invitada  | Principal | Ausente   |         |         |
| Gökhan Mete         | Petrev Karasu           | Ausente   | Ausente   | Ausente   | Principal |         |         |
| Ecem Baltacı        | Hanife Koçak            | Ausente   | Invitada  | Principal | Ausente   |         |         |
| Ayşenaz Atakol      | Nuran Atahan German     | Ausente   | Ausente   | Ausente   | Principal |         |         |
| Hira Koyuncuoğlu    | Nehir Erksan †          | Ausente   | Ausente   | Ausente   | Principal |         |         |

### Reparto secundario
| Actor/Actriz      | Personaje           | Temporadas | Temporadas | Temporadas | Temporadas | Temporadas |
| Actor/Actriz      | Personaje           | 1          | 2          | 3          | 4          |            |
| ----------------- | ------------------- | ---------- | ---------- | ---------- | ---------- | ---------- |
| Volkan Alkan      | Hayrettin           | Ausente    | Recurrente | Recurrente | Ausente    |            |
| Kebire Tokur      | Hayriye Saydam      | Ausente    | Ausente    | Recurrente | Recurrente |            |
| Erol Aksoy        | Yusuf Erkıran †     | Invitado   | Ausente    | Ausente    | Ausente    |            |
| Neslihan Acar     | Süreyya             | Recurrente | Recurrente | Recurrente | Ausente    |            |
| Ezel Salık        | Güleser Erkıran     | Invitada   | Recurrente | Invitada   | Ausente    |            |
| Sezgi Mengi       | Onur                | Ausente    | Recurrente | Ausente    | Ausente    |            |
| Egemen Samson     | Doruk German †      | Ausente    | Invitado   | Recurrente | Ausente    |            |
| Ahmet Yenilmez    | Tayfun German †     | Ausente    | Ausente    | Invitado   | Ausente    |            |
| Yusuf Akgün       | Orkun Baytan        | Ausente    | Ausente    | Ausente    | Recurrente |            |
| Şan Bingöl        | Alp                 | Recurrente | Ausente    | Ausente    | Ausente    |            |
| Ercüment Fidan    | Eyüp Saka †         | Ausente    | Ausente    | Recurrente | Ausente    |            |
| Murat Soydan      | Nedim               | Ausente    | Recurrente | Recurrente | Invitado   |            |
| Nihal Menzil      | Refika              | Ausente    | Recurrente | Recurrente | Ausente    |            |
| Barış Büktel      | Cengiz              | Ausente    | Recurrente | Recurrente | Ausente    |            |
| Ayla Algan        | Ayten               | Ausente    | Invitada   | Ausente    | Ausente    |            |
| Vedi İzzi         | Necati Kurşunoğlu † | Ausente    | Recurrente | Ausente    | Ausente    |            |
| İrem Hatun Bora   | Esma Gülsoy         | Ausente    | Invitada   | Ausente    | Ausente    |            |
| Muhammed Cangören | Affan Mutallib      | Ausente    | Ausente    | Invitado   | Invitado   |            |
| Caner Yılmaz      | Ferdi               | Ausente    | Recurrente | Recurrente | Ausente    |            |
| Rana Cabbar       | Macit               | Ausente    | Ausente    | Invitado   | Ausente    |            |
| Ali Savaşçı       | Behçet Arakon †     | Ausente    | Ausente    | Ausente    | Recurrente |            |

## Temporadas
| Temporada | Temporada | Episodios | Rango de episodios | Emisión original         | Emisión original    |
| Temporada | Temporada | Episodios | Rango de episodios | Inicio                   | Final               |
| --------- | --------- | --------- | ------------------ | ------------------------ | ------------------- |
|           | 1         | 18        | 1 - 18             | 16 de febrero de 2014    | 29 de junio de 2014 |
|           | 2         | 42        | 19 - 60            | 7 de septiembre de 2014  | 28 de junio de 2015 |
|           | 3         | 40        | 61 - 100           | 20 de septiembre de 2015 | 26 de junio de 2016 |
|           | 4         | 31        | 101 - 131          | 18 de septiembre de 2016 | 2 de mayo de 2017   |